# Los Payos
Los Payos fue un grupo musical español de rumba y pop latino.

## Historia

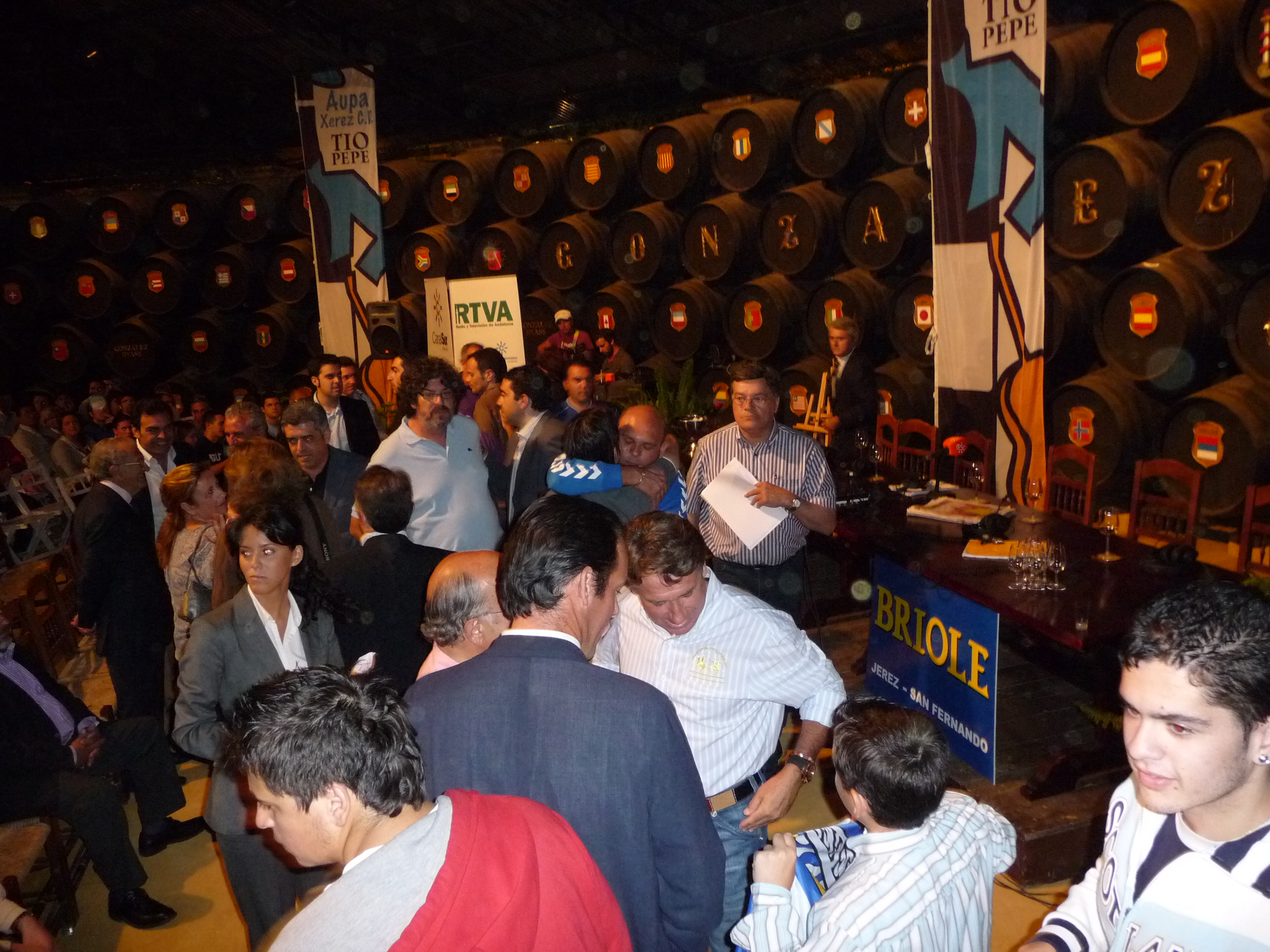
Josele en una grabación de El Pelotazo

Integrado por tres amigos sevillanos, Eduardo Rodríguez Rodway (1945), Luis Javier Moreno Salguero Pibe (1945) y José Moreno Hurtado Josele (1944), el grupo irrumpió en el mercado discográfico español a finales de la década los 60 con canciones de rumba.
Durante un año, 1969, estuvo integrado por cuatro miembros, tras incorporarse al mismo Rafael León Limón (Sevilla, 17 de mayo de 1947 - † Villanueva del Ariscal, febrero de 2001), conocido artísticamente somo Rafa León. 
El gran éxito les llega en ese mismo año de 1969 cuando editan María Isabel, que se convierte en la canción del verano, y uno de los mayores éxitos de la década. Posteriormente grabarían otros discos, y en 1971 publicaron su único álbum, Lo mejor de Los Payos, pero nunca volvieron a alcanzar la repercusión de María Isabel.
Finalmente, la banda terminó disolviéndose en 1976. Josele llevaría adelante una carrera como humorista, mientras que Eduardo Rodríguez Rodway pasó a integrarse en la banda Triana, a la que había ingresado en 1974, y Luis Javier Moreno Salguero se integra en Alameda.

## Discografía

### Sencillos
- Como un adiós (1968).
- Adiós, Angelina (1968).
- María Isabel (1969).
- Pequeña Anita (1969).
- Señor doctor (1970).
- Un tipo raro (1970).

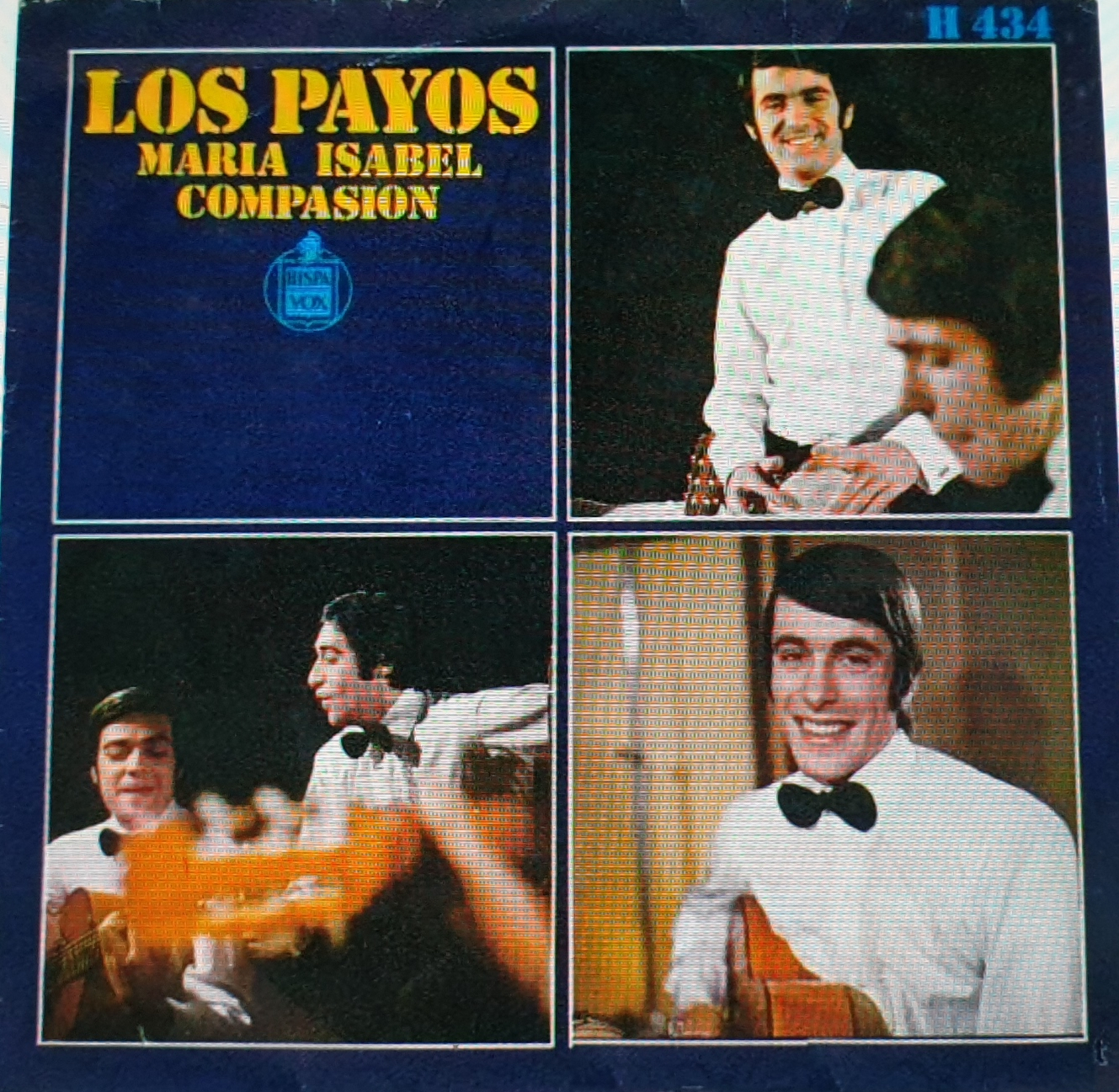
Sencillo canción María Isabel - Los Payos

- La paz, el cielo y las estrellas (1971).
- Vuelve junto a mí (1972).

### Recopilaciones
- Lo mejor de Los Payos (1971).
- Grandes éxitos (1973).
- Los Payos (Yerbabuena. Todas sus grabaciones) (2000).

- Datos: Q3394764
- Multimedia: Los Payos / Q3394764